# إسماعيل يس بوليس حربي (فلم)
إسماعيل يس بوليس حربي هو فيلم مصري عرض عام 1958، بطولة إسماعيل ياسين وعبد السلام النابلسي وفريدة فهمي، تأليف علي الزرقاني وإخراج فطين عبد الوهاب.

## قصة الفيلم
تدور أحداث الفيلم حول شخص يحب راقصة في ملهى ليلي ويقرر الزواج منها وطلب منها أن تترك الرقص ولكن اصحاب الملهى كانوا يخشون انصراف الزبائن من الملهى ولذلك قاموا بالتآمر عليه لكي ترجع الراقصة، وبالفعل نجحوا في ذلك عن طريق التحاقه بالبوليس الحربي.

## طاقم التمثيل
- إسماعيل ياسين: (إسماعيل)
- عبد السلام النابلسي: (شهير)
- فريدة فهمي: (سلوى)
- رياض القصبجي: (الشاويش عطية)
- محمود فرج: (مجانص)
- عبد الغني النجدي: (جاد)
- علي رضا: (لمعي)
- حسن حامد: (من أفراد العصابة)
- ليلى كريم: (محاسن - الراقصة)
- عبد الحميد زكي: (صاحب الكباريه)
- عبد العظيم كامل: (طبيب المعسكر)
- الطوخي توفيق: (من أفراد العصابة)
- ياسين إسماعيل ياسين: (ابن إسماعيل)
- عبد الحليم حافظ: (ضيف شرف)
- أحمد مظهر: (ضيف شرف)
- محمد توفيق: (ضيف شرف)

## فريق العمل
- إخراج: فطين عبد الوهاب
- تأليف: علي الزرقاني
- مدير التصوير: كليليو
- مونتاج: إميل بحري، حسين أحمد
- إنتاج: أفلام جمال الليثي
- توزيع: دولار فيلم
- موسيقى تصويرية: منير مراد

## روابط خارجية
- مقالات تستعمل روابط فنية بلا صلة مع ويكي بيانات